# 相模原市立青葉小学校
相模原市立青葉小学校（さがみはらしりつ あおばしょうがっこう）は、神奈川県相模原市中央区並木四丁目にあった公立小学校である。

## 沿革
- 1978年（昭和53年）4月1日 - 光が丘小学校と並木小学校の学区の一部を分離し、開校[3][1]。
- 2021年（令和3年）8月6日 - 相模原市教育委員会は、本校を閉校し、光が丘・陽光台・並木の3小学校に再編する方針を決定した。なお、相模原市中央区内の小学校での学校再編は、政令指定都市移行後としては最初となる[1]。
- 2025年（令和7年）
  - 3月19日 - 最後となる第47回卒業証書授与式挙行[4]。
  - 3月25日 - 最後の修了式と離退任式挙行[4]。
  - 3月27日 - 閉校式典挙行[5]。
  - 3月31日 - 閉校[1]。

## 通学区域
- 相模原市中央区[6]
  - 青葉2丁目
  - 青葉3丁目
  - 並木4丁目
  - 緑が丘1丁目
  - 緑が丘2丁目

## 進学中学校
- 相模原市中央区[7]
  - 相模原市立緑が丘中学校 - 緑が丘1丁目・緑が丘2丁目に在住の児童が進学
  - 相模原市立弥栄中学校 - 並木4丁目に在住の児童が進学
  - 相模原市立由野台中学校 - 青葉2丁目・青葉3丁目に在住の児童が進学

## アクセス
- 神奈川中央交通「淵34」・「淵35」の各系統で、
  - 「光が丘」停留所より、
    - のりば1（光が丘一丁目始発淵野辺駅南口行）から、徒歩約570m・約9分。
    - のりば2（淵野辺駅南口発光が丘小学校前・上溝団地経由淵野辺駅南口行）から、徒歩約570m・約9分。

  - 「上溝保育園前」停留所より、
    - のりば1（光が丘一丁目始発淵野辺駅南口行）から、徒歩約555m・約9分。
    - のりば2（淵野辺駅南口発光が丘小学校前・上溝団地経由淵野辺駅南口行）から、徒歩約475m・約8分。
- JR横浜線淵野辺駅（南口）から、上述の神奈中バスに乗車、「光が丘」停留所または「上溝保育園前」停留所下車後、徒歩。

## 学校周辺
- 相模原市立青葉小学校なかよし広場 - 相模原市道をはさんで、敷地が隣接。
- 相模原市立光が丘公民館 - 相模原市道をはさんで敷地が隣接し、上記「青葉小学校なかよし広場」に隣接。
- 相模原市中央区役所光が丘連絡所
- 県営上溝団地
  - 上記県営上溝団地以外の民営のマンション・アパート等も点在する。
- 社会福祉法人晴翔会上溝保育園 - 進学前保育園のひとつ。
- 相模原市立東児童館
- 相模原光が丘郵便局
- 並木四丁目自治会館
- 相模原市立並木こどもセンター - 並木小学校に隣接。
- 相模原市立並木小学校
- 学校法人相模中央学園中央幼稚園 - 光が丘小学校に隣接。
- 相模原市立光が丘小学校
- 相模原市立弥栄中学校
- 相模原市立弥栄小学校
- 相模原市立緑が丘中学校
- 神奈川県立相模原弥栄高等学校
- 青山学院大学緑が丘グラウンド
- このほか、中小規模の公園も点在する。